# علي أصغر رحيمي آزاد
علي أصغر رحيمي آزاد (بالفارسية: علی‌اصغر رحیمی آزاد) هو عالم عقيدة إيراني، ولد في 1939.